# Белорусская Самооборона
Белору́сская Самооборо́на (бел. Беларуская Самаабарона, БСО) — белорусская вооружённая националистическая организация, действовавшая в Полесье накануне и в начале Великой Отечественной войны.

## История создания
Накануне германо-советской войны немецкая военная разведка обратила пристальное внимание на украинско-белорусское Полесье. Немецкое военное командование считало, что полесские болота и леса не позволят использовать там танковые части, и это может привести к долгим и кровопролитным боям. Было решено обойти Полесье, но при этом было необходимо обезвредить части Красной Армии, которые должны были находиться в так называемом «Полесском котле».
Для решения этой проблемы абвер установил контакты с украинскими и белорусскими националистическими организациями, действовавшими на оккупированной немцами территории Польши. На Волыни наибольшее влияние имела военная организация «Украинское национальное освобождение», незаконно действовавшая ещё в условиях польской оккупации. Её лидер, атаман Тарас Боровец («Тарас Бульба-Боровец»), после переговоров с абвером переехал на Волынь и восстановил структуры своей организации. Боровец находился в оппозиции к Организации украинских националистов (ОУН) и действовал под политическим руководством последнего президента Западно-Украинской Народной республики К. А. Левицкого. На Полесье также находились небольшие вооружённые группы украинских военнослужащих, контактировавшие с ОУН.
Абвер наладил контакты с белорусской группировкой Щорса—Гадлевского, которая действовала как националистическая организация «Белорусский национальный фронт», но фактически строила подпольные структуры белорусского Сопротивления в Польше. «Фронт» участвовал в организации белорусских диверсионных групп, которые перебрасывались в Белорусскую ССР. Насколько успешно они действовали на западе белорусского Полесья, неизвестно.
.На западноукраинском Полесье «бульбовцы» вышли из подполья 22 июня 1941 года и сформировали Полесскую Сечь Украинской повстанческой армии (ПС—УПА) под командованием атамана Боровца. Подразделения ПС УПА захватывали склады с оружием, атаковали военный транспорт, разгоняли колонны мобилизованных в Красную армию.
В сёлах белорусского Полесья в первые дни войны появились отряды «Белорусской самообороны», которые фактически захватили власть на большой территории. Немцев на этих землях ещё не было, и белорусы стали хозяевами целых районов. Точных данных о руководстве Белорусской Самообороны не имеется. Организация была создана при активной поддержке местного населения, которое было разочаровано советской властью, особенно её экономическими мерами и репрессиями.
БСО создала свою военную форму. Согласно воспоминаниям одного из руководителей БСО — Василия Вира, она состояла из советских пальто, френчей и кепки на манер австрийской с Яриловым крестом. Имелись также советские военные каски с таким же крестом, нарисованным жёлтым или белым цветом.

## Цели и задачи
В начале августа 1941 года на белорусском Полесье прошла совместная конференция представителей БСО и ПС—УПА, о которой позже Бульба-Боровец написал:

Белорусы встретили нашу делегацию с особым гостеприимством, свойственным только этому рыцарскому народу. Они полностью одобрили совместный план по скорейшей очистке всех наших полесских земель от русско-большевистского террора. Делегации договорились, что белорусский штаб также подготовит свой план, а затем оба плана будут согласованы, и по единому сигналу начнётся генеральное наступление. Отношение белорусов к немцам было таким же, как у нас. Белорусы также боролись за свое суверенное государство против СССР и были готовы к активной борьбе против Германии, если политика Германии не будет уважать государственные интересы белорусского народа.

Украинскую делегацию возглавлял атаман Пётр Долматюк-Наливайко, белорусов представляли бывший премьер правительства Западно-Белорусской республики 1939 года Василий Вир, атаман Якуб Харевский, Всеволод Родзько и Михаил Витушко. Василий Вир позже вспоминал, что была достигнута договоренность «о совместных действиях на переходных территориях Ратновского, Столинского, Дубровицкого, Малоритского и Камень-Каширского районов против оставшихся коммунистических организаций и отдельных местных коммунистов, а также поляков, которые в сотрудничестве с коммунистами создали собственные партизанские отряды».
Текущими задачами отрядов БСО были:
- защита жизни и имущества жителей подконтрольных территорий;
- срыв мобилизации в Красную Армию;
- освобождение узников из тюрем и концлагерей НКВД.

## Деятельность
БСО, как и украинцы, отправила несколько боевых групп на разведку территории, занятой большевиками. Белорусская разведка сообщала в своих отчётах, что среди большевиков царил хаос, с которым боролись партийное руководство и чекисты. Эта информация полностью совпадала с сообщениями украинской разведки.
Штаб ПС—УПА и БСО разработал план военной операции. Все районы восточнее линии Слуцк — Лунинец в направлении Мозыря должны были быть освобождены белорусами, а район Столин — Сарны — Олевск — Звягель — Овруч — украинцами. С 20 августа 1941 года 10 000 «бульбовцев» и 5000 воинов БСО, разделённые на «летучие» бригады, внезапными ночными налётами захватывали город за городом, деревню за деревней, пока не объединились окончательно в районе Мозыря. Немцы пока лишь наблюдали за развитием событий.
На каждой территории, освобождённой от советской власти, советских партизан и отрядов НКВД, белорусы, как и украинцы, создали свою гражданскую администрацию, издавали газеты и делили земли. Однако в октябре 1941 года в Полесье прибыла немецкая оккупационная администрация, которая начала устанавливать «новый порядок». Она подчинила себе местную полицию. В ответ на это 15 ноября 1941 года ПС—УПА официально объявила о самороспуске и спрятала своё вооружение. Белорусская Самооборона, как менее централизованная структура, разделилась: во многих деревнях подразделения БСО действовали далее как полиция, другие распались или присоединились к Белорусскому народному партизанскому движению, а офицеры абвера Всеволод Родзько и Михаил Витушко продолжали работать легально.